# Монтегю, Элис, 5-я графиня Солсбери
Элис Монтегю (англ. Alice Montacute; 1407, Солсбери, Уилтшир, Королевство Англия — до 9 декабря 1462, Бишем, Беркшир, Королевство Англия) — английская аристократка, 5-я графиня Солсбери в своём праве (suo jure). Жена Ричарда Невилла, ставшего благодаря этому браку графом Солсбери jure uxoris, мать «Делателя королей» Ричарда Невилла, 16-го графа Уорика.

## Биография
Элис Монтегю была единственным ребёнком Томаса Монтегю, 4-го графа Солсбери, и его первой жены Элеоноры Холланд. Она родилась в 1407 году в Солсбери (Уилтшир). В 1420 году отец выдал Элис за Ричарда Невилла. После смерти Томаса в 1428 году она стала графиней Солсбери в своём праве (suo jure), а муж занял её место в Палате лордов.
Графиня умерла до 9 декабря 1462 года. В браке Элис и Ричарда Невилла родились:
- Джоан (приблизительно 1423—1462), жена Уильяма Фицалана, 16-го графа Арундела;
- Сесилия (приблизительно 1426 — 1450), жена Генри де Бошана, 1-го герцога Уорика[4];
- Ричард  (1428—1471), 16-й граф Уорик и 6-й граф Солсбери[2];
- Томас (1429—1460);
- Элис (приблизительно 1430 — после 1503), жена Генри Фицхью, 5-го барона Фицхью;
- Джон (приблизительно 1431 — 1471), 1-й маркиз Монтегю;
- Джордж (приблизительно 1433 — 1476), архиепископ Йоркский, лорд-верховный канцлер Англии;
- Кэтрин (приблизительно 1435 — 1503/04), жена Уильяма Бонвилла, 6-го барона Харингтона, и Уильяма Гастингса, 1-го барона Гастингса из Эшби де Ла Зуш;
- Элеанор (приблизительно 1438 — до 1482), жена Томаса Стэнли, 2-го барона Стэнли;
- Ральф (приблизительно 1440 — ?)
- Маргарет (приблизительно 1444 — после 1506), жена Джона де Вера, 13-го графа Оксфорда;
- Роберт (1446 — ?).